# Saint-Bouize
Saint-Bouize è un comune francese di 334 abitanti situato nel dipartimento del Cher, nella regione del Centro-Valle della Loira.

## Società

### Evoluzione demografica
Abitanti censiti